# محمد سليم القبطان
محمد سليم باشا المعروف باسم سليم قبودان وسليم قبطان، جغرافي وضابط بحري مصري، ولد في جزيرة كريت (اليونان)، وهو من أصول تركية من أنقرة. حضر إلى مصر في صباه مع عائلته، والتحق بالبحرية المصرية في عهد محمد علي باشا حيث عمل ضابطاً في ترسانة الإسكندرية، حتى عهد إليه محمد علي باشا بعمل رحلة لأفريقيا الاستوائية لكشف منابع نهر النيل، فهو صاحبه السبق في إرسال الحملة الاستكشافية الأولي إلى منابع النيل الأبيض قبل بعثات الأوروبيين. وكان لهذه البعثات الفضل في القضاء تماماً على فكرة أن منابع النيل الأبيض تقع إلى الغرب. أو أن النيل ينبع من جبل القمر تجاه الجنوب الذي ذكره الإدريسي والذي لا وجود له في الواقع.

## رحلاته الكشفية
أوفد محمد علي باشا البكباشي «سليم القبطان» لكشف منابع النيل ما بين عاميّ 1839 و1842، فقام بثلاث رحلات متتابعة. ورافقه في البعثات مندوب شخصي عن الوالي وهو سليمان كاشف، كذلك مسيو تيبو الملقب بإبراهيم أفندي. وقد استقلت القوة خمس ذهبيات جيء بها إلى مصر، وثلاث أخريات ربضت في سنار، إضافة إلى 15 زورقاً حملت بالمؤن وذخائر الحرب التي تكفي لثمانية أشهر. وقد هدفت هذه الرحلة إلى استكشاف منابع النيل اقتداء بمشاهير قدماء ملوك مصر، ويصفها كثيرون بأنها باكورة ثمار الحضارة التي انبعثت في مصر.
وانطلقت الرحلة من الخرطوم 16 نوفمبر سنة 1839، واستغرقت 135 يوماً، وتألفت من 400 شخص بقيادته، وقد توغل في نهر السوباط بالسودان وجمع البيانات عن النيل الأبيض الذي كان لا يزال غير مكتشف. وفي رحلته الثانية في عام 1840 وصل إلى غندكرو، ولم ينجح في متابعة رحلته لانخفاض مياه النيل. أما الرحلة الثالثة فقد كان الغرض منها متابعة الجهود السابقة، ووصل حتى خط عرض 4° شمال خط الاستواء، ولعل أهم النتائج الجغرافية التي أسفرت عنها هذه البعثتان هي دراسة جغرافية النيل الأبيض، ورسم خريطة توضح مجراه والمناطق المحيطة به.

### نتائج رحلاته
أثارت هذه المعلومات الهيئات التجارية والعملية وحفزتها لاكتشاف الأقاليم التي يمر بها نهر النيل، ومهدت رحلاته لمزيد من الحملات الكشفية، رغم أنه لم يصل إلى منابع النيل الاستوائية، أما أهمية رحلاته فقد أثبتت أن النيل الأبيض هو النيل الأساسي، وأن هناك مجرى طويل آتٍ من الجنوب، مختلف عن النيل الأزرق الذي يلتقي بالنيل الأبيض بعد خروجه من بحيرة تانا بأثيوبيا.
ثم أكمل جون بثرك جهود سليم القبطان، ولا سيما بعد أن دخل في خدمة محمد علي، ثم قام بعدة رحلات ما بين أعوام 1853 و1854 في غرب السودان، ووصل إلى منطقة بحر الغزال.
من خلال القبطان سليم وجنوده؛ تعرّفت الشعوب التي كانت تقطن بالقرب من غندكرو على دين الإسلام، وقد اعتنقه بعضهم.

## مؤلفاته
من مؤلفاته كتاب «الرحلة الأولى للبحث عن ينابيع البحر الأبيض» الذي سرد فيه أول رحلاته الثلاث الشهيرة، بتحقيق من نوري الجراح، ونشرته دار المؤسسة العربية للدراسات والنشر. وكذلك تنشره مكتبة مدبولي في القاهرة.
كتبها باللغة الفرنسية أول الأمر، وأولها الملخص الذي نُشر بالجمعية الجغرافية الفرنسية في عددها الصادر في يوليو سنة 1842، والذي قدم له آدم فرانسوا جومار رئيس الجمعية الجغرافية الفرنسية وقتها وقال عن رحلته الأولى أنها:
| محمد سليم القبطان | باكورة ثمار الحضارة التي انبعثت في مصر. | محمد سليم القبطان |

ولم تًعرّب حتى عام 1922.